# Porsche 962
El Porsche 962 (también conocido como Porsche 962C para el Grupo C) fue un sport prototipo auto construido por la marca alemana Porsche para reemplazar al Porsche 956. Fue diseñado principalmente para la IMSA GTP, aunque después corrió en el Grupo C europeo al igual que el 956.

## Desarrollo

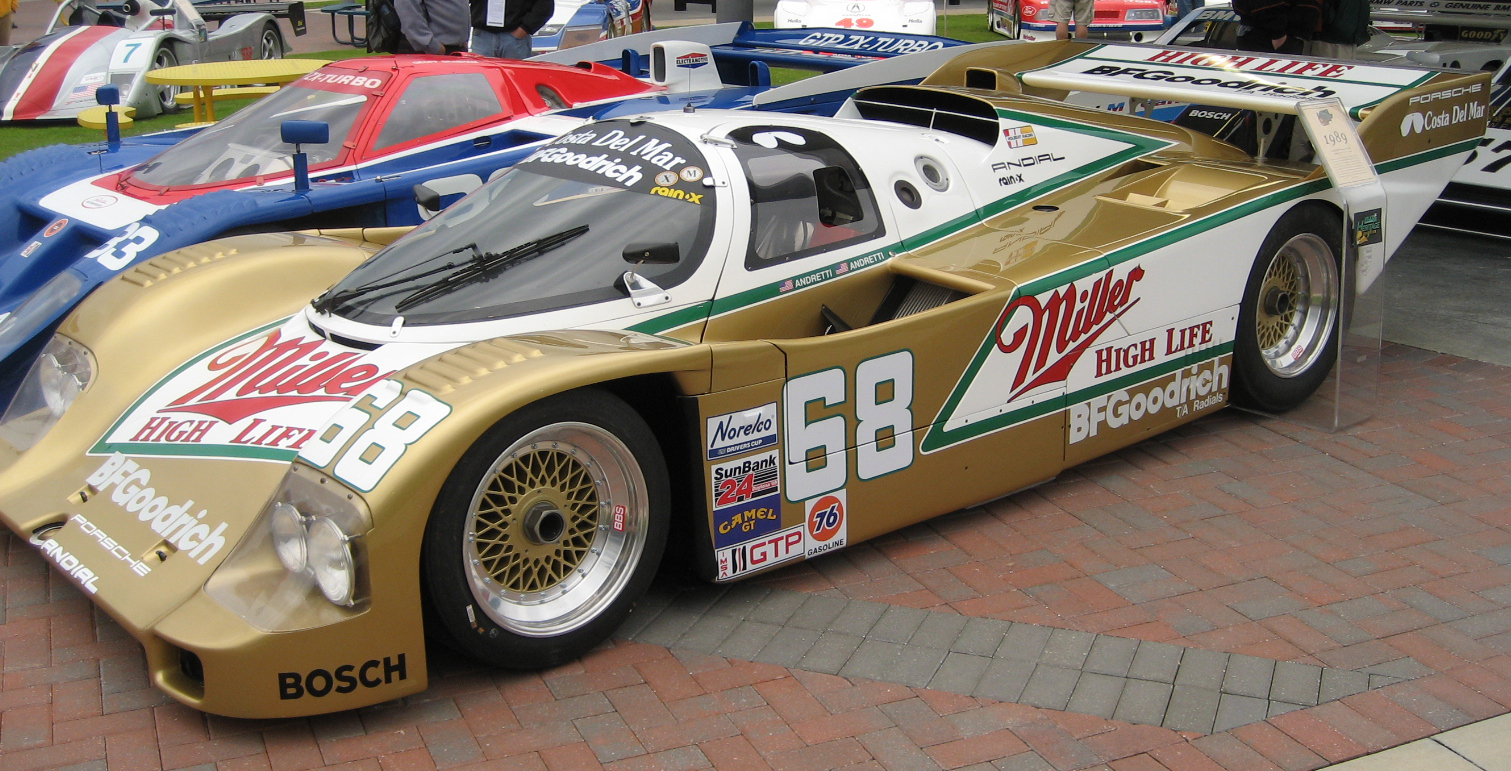
Porsche 962 de la familia Andretti (Michael y Mario) cuando compitieron en las 24 Horas de Le Mans de 1988.

Porsche cuando desarrollo el 956 tenían la intención de correr los Campeonatos de Resistencia y de la IMSA a la vez, pero los reglamentos del GTP diferían del Grupo C y el 956 fue prohibido en la serie estadounidense por motivos de seguridad en que la pedalera debía estar detrás de la línea del eje delantero.
Se modificó la distancia del los ejes para hacer espacio a los pedales, la jaula de acero se integró a un nuevo chasis de aluminio y para el motor, se usó el Type-395 2.8 litros turbo, derivado del Porsche 934, utilizado con refrigeración de aire y un turbo Kühnle, Kopp und Kausch AG K36 en lugar del K27 twin-turbo del 956 del Grupo C, porque en la IMSA no estaban permitidos en ese tiempo.

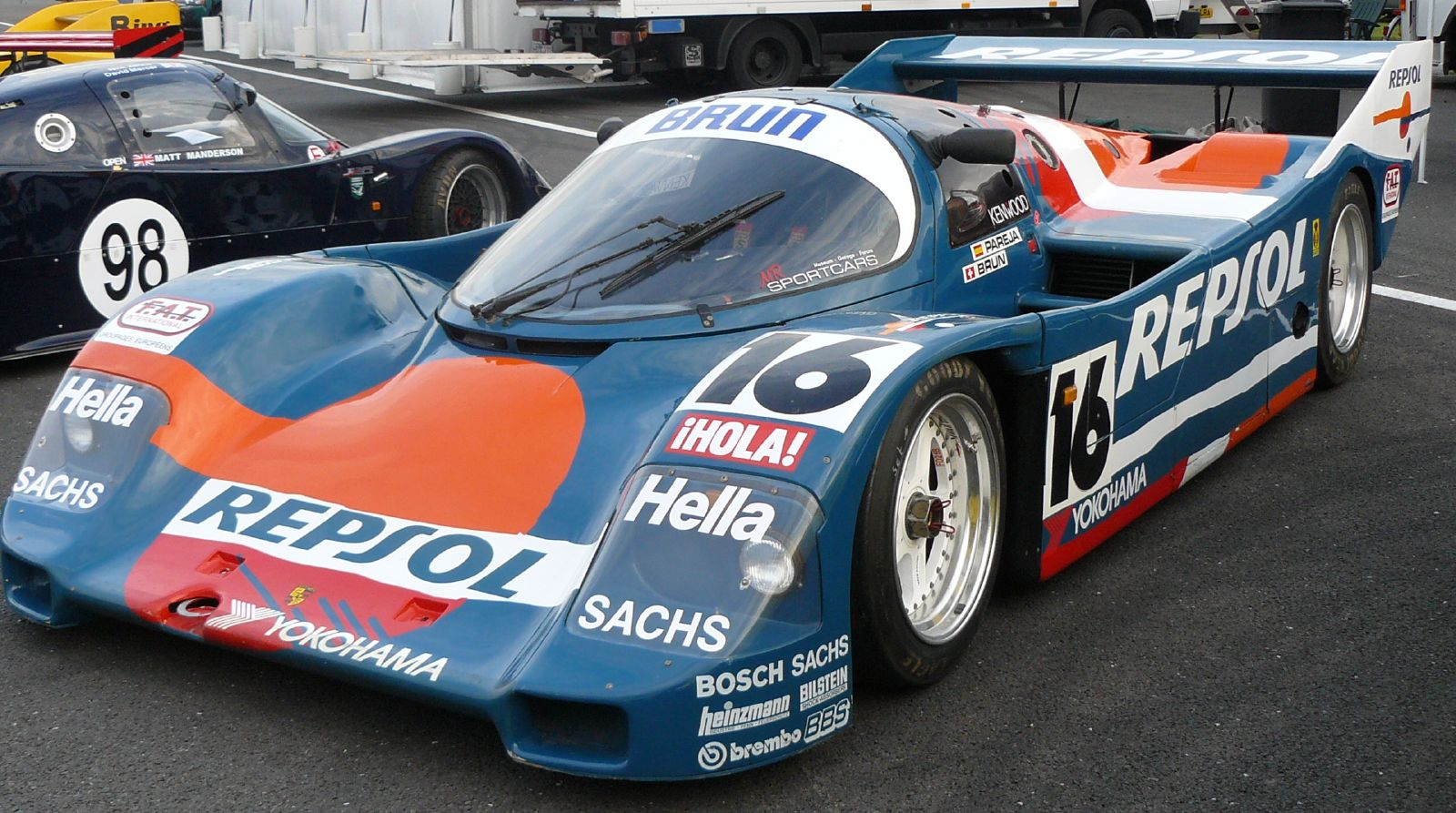
Team Brun con un Porsche 962.

## Carreras
El auto debutó en las 24 Horas de Daytona con Mario y Michael Andretti como pilotos para la marca, el cual lideró la carrera hasta retirarse en la vuelta 127 por problemas en la caja de cambios.
En 1985, el 962C debutaría en el Mundial de Deportivos, pero irónicamente perdía al viejo 956, con el que el WEC había honorado cuatro veces. Presionados por los nuevos autos de Jaguar y Mercedes-Benz, Porsche en 1987 construyó un motor de 3.0 litros, más durable y potente que llevó a la victoria de las 24 Horas de Le Mans de 1987, por séptima vez consecutiva, un récord para la marca.

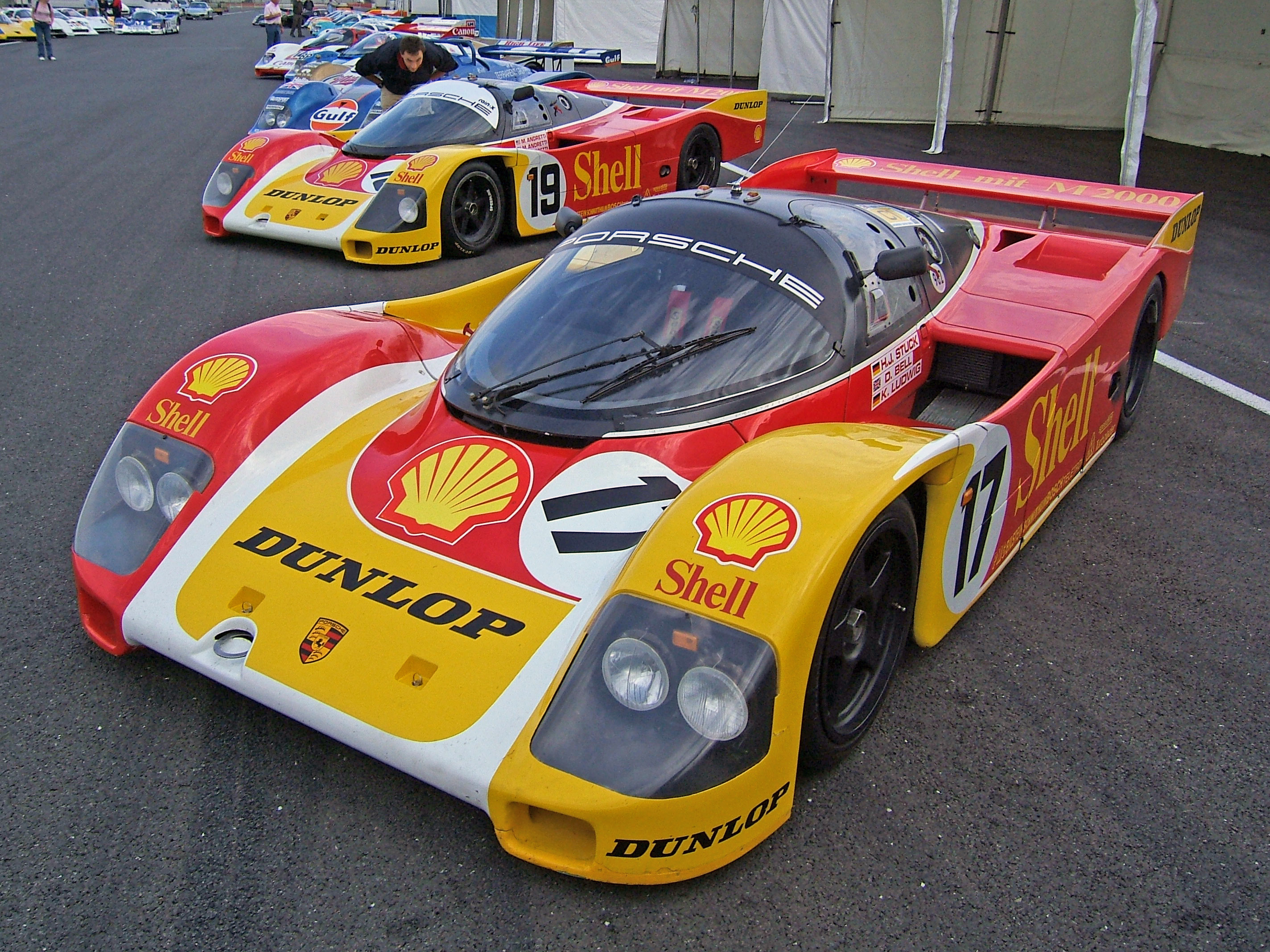
Un Porsche 962 en una exhibición en Silverstone.

En sus primeros años el 962 fue uno de los más dominantes del deporte. Los campeonatos por equipos del Mundial de Deportivos en 1985 y 1986, el IMSA GT desde 1985 hasta 1988, el campeonato Interserie de 1987 hasta 1992, la Supercup alemana en sus cuatro años (1986 a 1989), y el Japonés de Prototipos del 1985-1989. También las 24 Horas de Le Mans de 1986 y 1987.

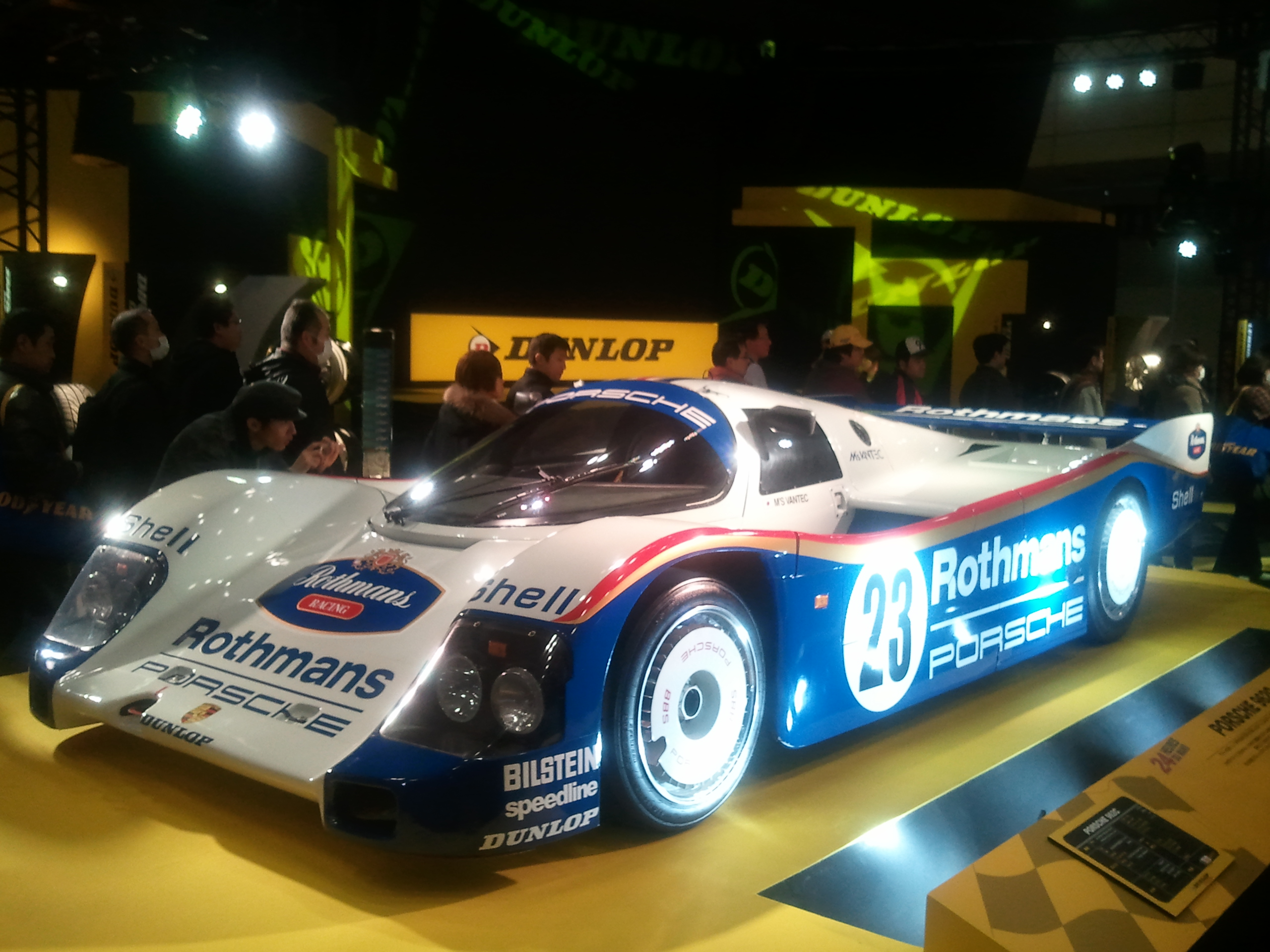
Un Porsche 962C del equipo Rothmans Porsche en exhibición.

La alta presencia de equipos oficiales como Jaguar, Mercedes, Nissan y Toyota compitiendo contra los 962 de los privados hizo que el auto tuviera menos éxito. A pesar de eso siguió luchando por ganar carreras en 1993, teniendo victorias en su clase en la IMSA GT y en las carreras Interserie. El Team Taisan tomo la última victoria del 962 original, ganando el Japonés de Prototipos, en el Fuji Speedway en agosto de 1994, casi 10 años después de su debut en las pistas.
En 1994, el Dauer 962 Le Mans ganó las 24 Horas de Le Mans. Se trababa de la versión de competición de un gran turismo de producción construido por Dauer Racing y basado en el Porsche 962, que contaba con algunas pocas desventajas con respecto al sport prototipo original, como el fondo plano.